# John Henry Lake
John Henry Lake (Staten Island, 27 luglio 1877 – ...) è stato un pistard statunitense.

## Carriera
Lake partecipò ai Giochi della II Olimpiade di Parigi nel 1900 nella gara di velocità, in cui vinse la medaglia di bronzo. Disputò anche la gara di mezzofondo ma non riuscì a completarla.

## Piazzamenti

### Competizioni mondiali
- Giochi olimpici

Parigi 1900 - Velocità: 3º
Parigi 1900 - Mezzofondo: ritirato
- Campionati del mondo

Parigi 1900 - Velocità Dilettanti: 2º